# Бур-де-Конт
Бур-де-Конт (фр. Bourg-des-Comptes) — коммуна на северо-западе Франции, находится в регионе Бретань, департамент Иль и Вилен, округ Редон, кантон Гишен. Расположена на левом берегу реки Вилен, в 26 км к югу от Ренна, в 6 км от национальной автомагистрали N137. На правом берегу Вилена, в 2 км от центра коммуны, находится железнодорожная станция Гишен-Бур-де-Конт линии Ренн-Редон.
Население (2018) — 3 282 человека.

## Достопримечательности
- Шато Боше XVII века
- Церковь Нотр-Дам середины XIX века

## Экономика
Структура занятости населения:
- сельское хозяйство — 4,2 %
- промышленность — 7,2 %
- строительство — 15,7 %
- торговля, транспорт и сфера услуг — 42,2 %
- государственные и муниципальные службы — 30,7 %

Уровень безработицы (2018) — 7,9 % (Франция в целом —  13,4 %, департамент Иль и Вилен — 10,4 %). 

Среднегодовой доход на 1 человека, евро (2018) — 23 090 (Франция в целом — 21 730, департамент Иль и Вилен — 22 230).

## Демография
Динамика численности населения, чел.

## Администрация
Пост мэра Бур-де-Конта с 2014 года занимает Кристиан Лепретр (Christian Leprêtre). На муниципальных выборах 2020 года возглавляемый им список победил в 1-м туре, получив 58,59 % голосов.
| Период | Период | Фамилия          | Партия        | Примечания               |
| ------ | ------ | ---------------- | ------------- | ------------------------ |
| 1971   | 2001   | Рене Ришар       | Разные правые | мясник                   |
| 2001   | 2014   | Пьер Дано        | Разные правые | техник-администратор     |
| 2014   |        | Кристиан Лепретр | Разные правые | технический руководитель |

## Галерея
- Шато Боше
- Церковь Нотр-Дам

1. 1 2  база данных о французских коммунах — Национальный географический институт Франции, 2015.